# Saint-Robert (Corrèze)
Saint-Robert is een gemeente in het Franse departement Corrèze (regio Nouvelle-Aquitaine). De plaats maakt deel uit van het arrondissement Brive-la-Gaillarde. De gemeente telde 294 inwoners op 1 januari 2022. Saint-Robert is lid van Les Plus Beaux Villages de France.

## Geografie
De oppervlakte van Saint-Robert bedroeg op 1 januari 2022 6,08 vierkante kilometer; de bevolkingsdichtheid was toen 48,4 inwoners per km².
De onderstaande kaart toont de ligging van Saint-Robert met de belangrijkste infrastructuur en aangrenzende gemeenten.

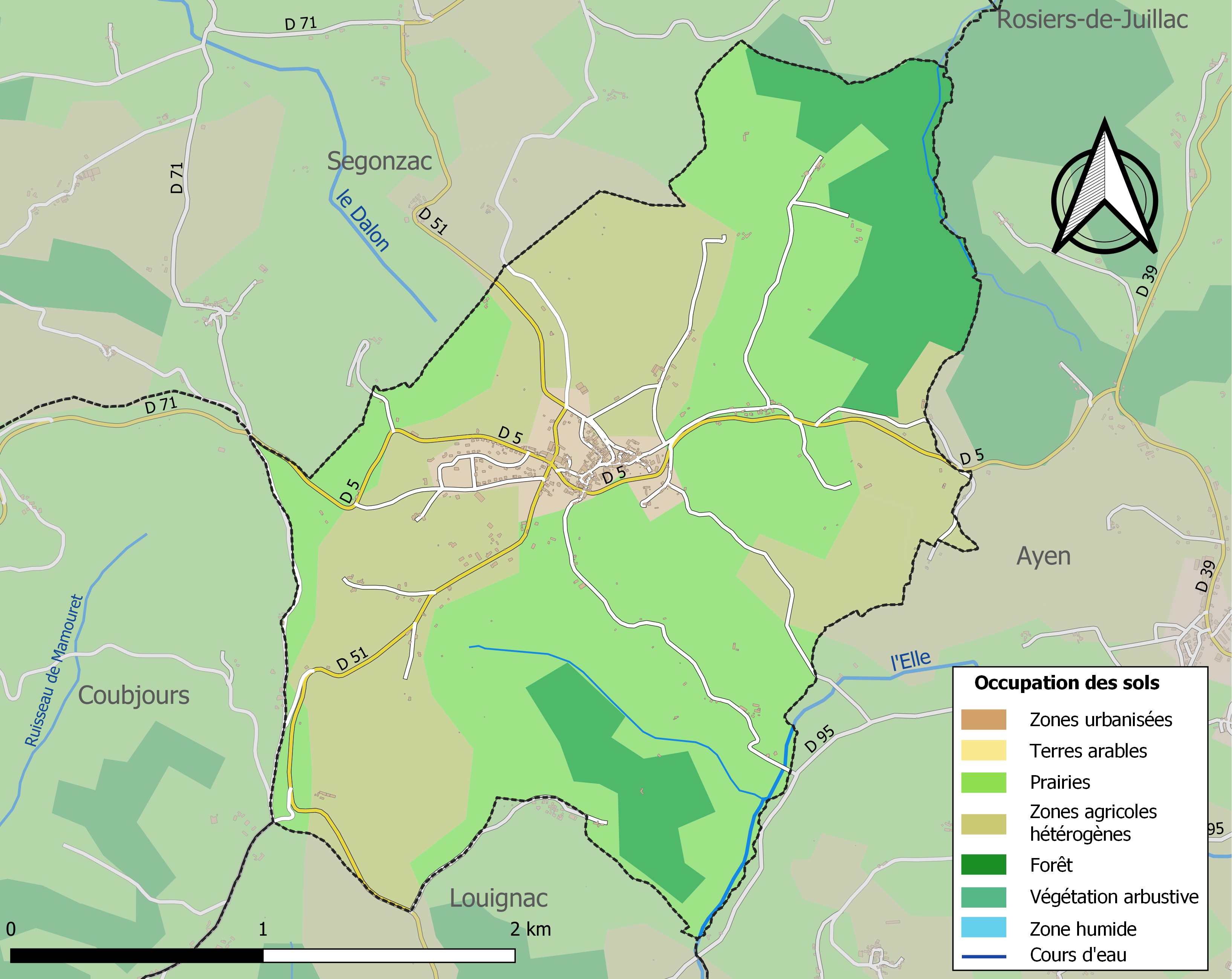

## Demografie
Onderstaande figuur toont het verloop van het inwonertal (bron: INSEE-tellingen).